# Avon (Deux-Sèvres)
Avon település Franciaországban, Deux-Sèvres megyében. Lakosainak száma 63 fő (2022. január 1.). Avon Bougon, Chenay, Exoudun, Pamproux, Rouillé és Saint-Sauvant községekkel határos.

## Népesség
A település népességének változása:
| Lakosok száma | 74   | 70   | 68   | 67   | 65   | 63   | 61   | 62   | 63   |
|               | 2013 | 2015 | 2016 | 2017 | 2018 | 2019 | 2020 | 2021 | 2022 |